# Шмарєта
Шмарєта (словен. Šmarjeta) — поселення в общині Шмарєшкі Топлиці, регіон Південно-Східна Словенія, Словенія.